# Ponte Caffaro
Ponte Caffaro (Càfer in dialetto bresciano) è una frazione del comune di Bagolino ed è posta a nord del Lago d'Idro nella piccola piana chiamata Pian d'Oneda, dove i fiumi Chiese e Caffaro si immettono nel lago. È il luogo dove si combatté il 25 giugno 1866 la battaglia di Ponte Caffaro tra le forze garibaldine e austriache.
Il fiume Caffaro che dà nome alla frazione fa da confine con la frazione di Lodrone di Storo (TN) in Trentino-Alto Adige.
Dal 1861 al 1918 qui vi passava il confine tra Regno d'Italia e Austria Ungheria, dopo che per secoli era stato il punto di confine tra Repubblica di Venezia, a cui fu sempre fedele e Contea principesca del Tirolo, dopo la parentesi napoleonica fu confine tra il Lombardo Veneto e l'Impero d'Austria.
A Ponte Caffaro, a nord del paese si erge l'abitato di San Giacomo, poche case in cui degna di nota è la presenza della storica Chiesa di San Giacomo di cui si hanno notizie dal IX secolo.

## Monumenti e luoghi d'interesse

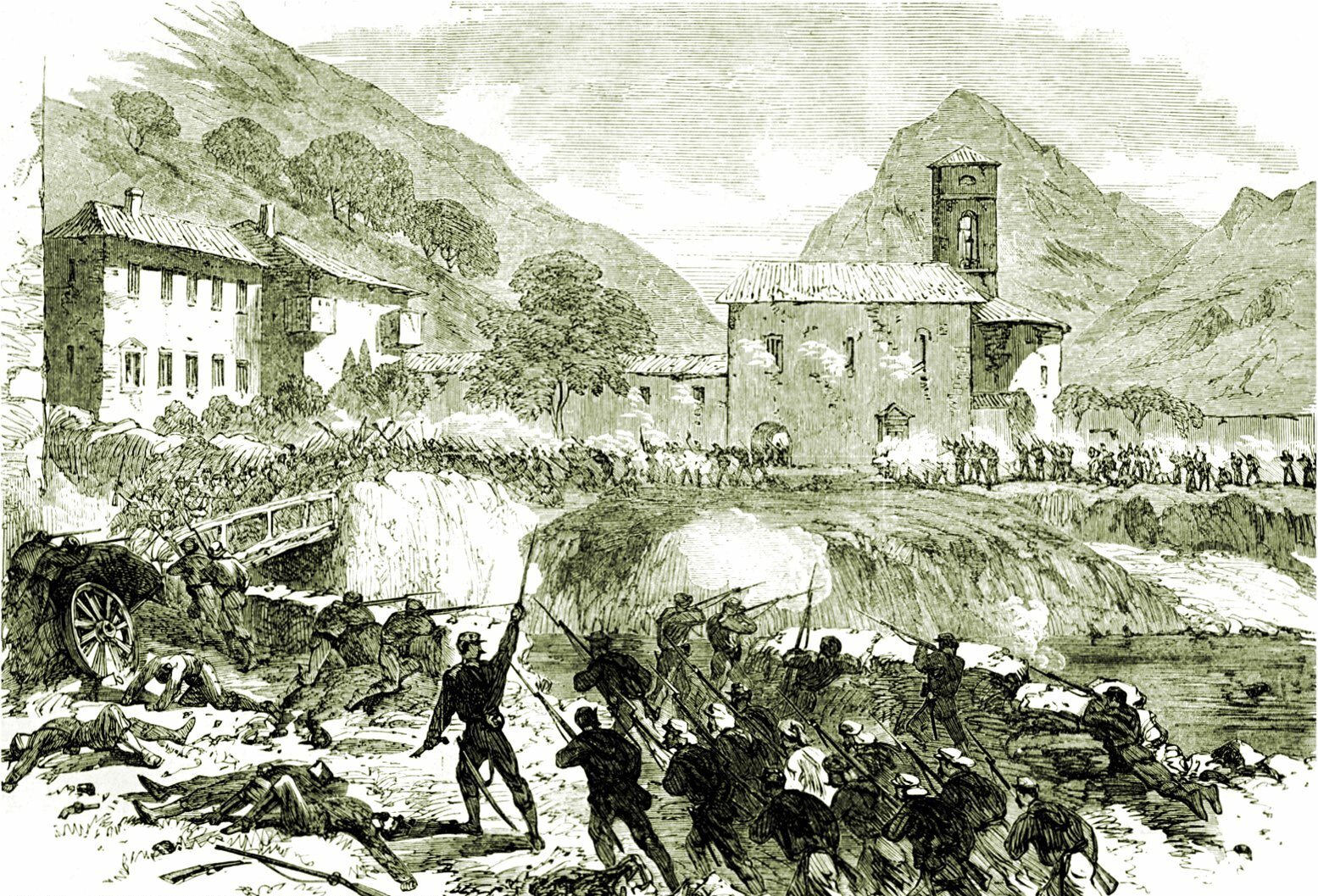
Immagine della Battaglia di Ponte Caffaro del 1866 tra garibaldini e austriaci durante la terza guerra di indipendenza

- Nei pressi si trova il sacrario militare di Monte Suello che ricorda il luogo della battaglia fra garibaldini e austriaci.
- La chiesa parrocchiale di Ponte Caffaro, dedicata a San Giuseppe, fu costruita nel 1877 e consacrata nel 1908. L'altare maggiore, realizzato nel 1909, è costituito da un'ossatura di marmo bianco di Carrara con specchi nella base e nei gradini dei marmi colorati. Il coro, il presbiterio, il soffitto e la pala d'altare vennero, invece, decorati nel 1941 dal pittore bresciano Vittorio Trainini.[1]

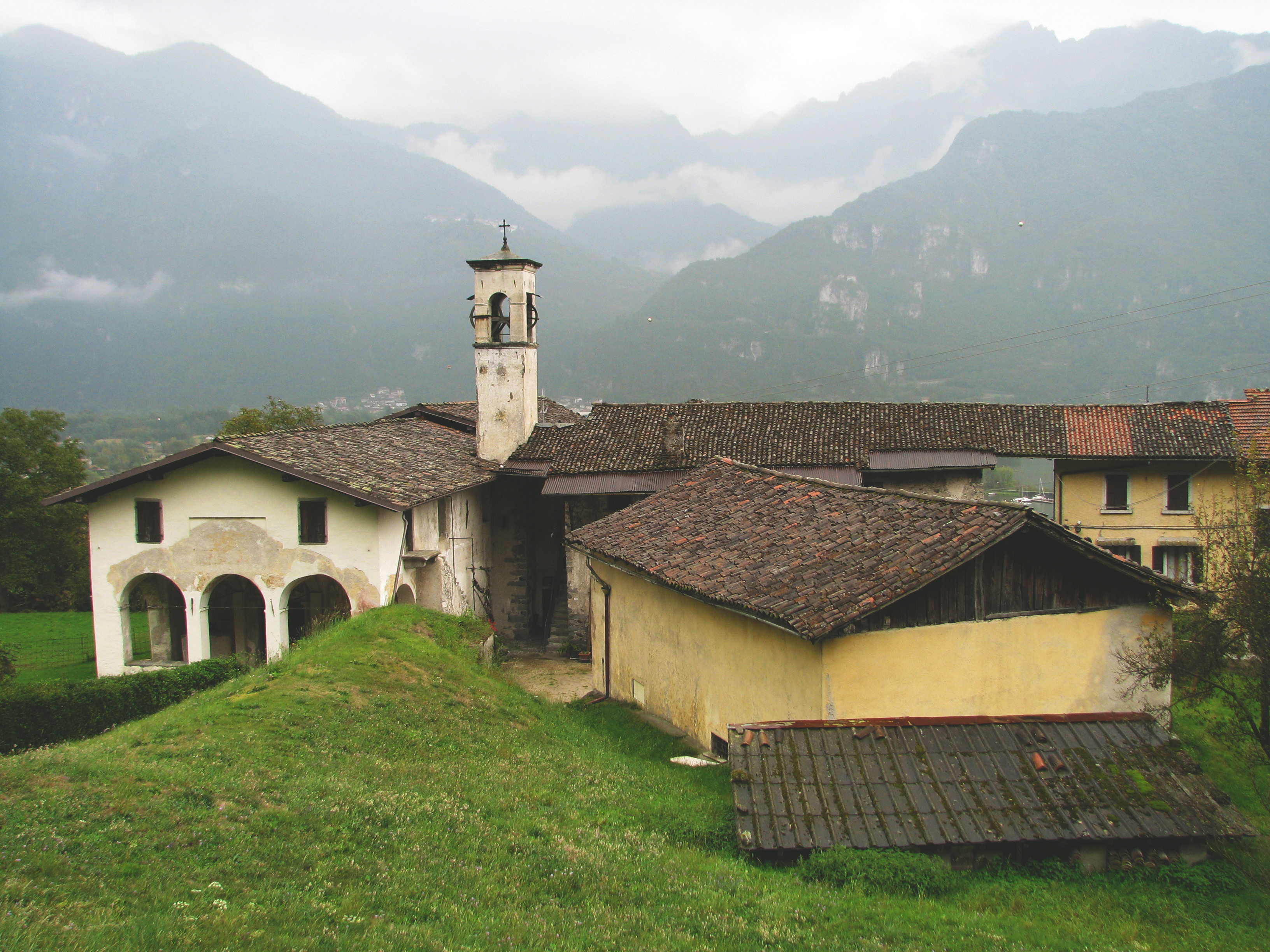
La Chiesa di San Giacomo

- Sulla sponda destra del Lago d'Idro, a sud-ovest del Pian d'Oneda, si trova la Chiesa di San Giacomo, citata nelle testimonianze storiche fin dal IX secolo, quando dipendeva dai benedettini del monastero di San Pietro in Monte. La Chiesa di san Giacomo contiene una copia dell'immagine della Madonna di san Luca venerata a Bagolino L'edificio subì consistenti modifiche nel corso dei secoli: si dotò di un pronao affrescato e, nel Settecento, le aperture e l'abside vennero rinnovati. L'unica navata rimase, invece, intatta, mantenendo le capriate del tetto sorrette da due archi a sesto acuto. La facciata principale, a capanna, è caratterizzata da tre archi a tutto sesto, di cui quello centrale è praticabile e quelli laterali sono sovrastati da due finestre rettangolari molto semplici e austere. I pilastri e parte della facciata presentano residui di affreschi.